# CIM-10 Capítol XX: Causes externes de morbiditat i de mortalitat
| Capítol | Codis   | Títol |
| ------- | ------- | --- |
| I       | A00-B99 | Certes malalties infeccioses i parasitàries                                                                  |
| II      | C00-D48 | Neoplàsies                                                                                                   |
| III     | D50-D89 | Malalties de la sang i dels òrgans hematopoètics i altres trastorns que afecten el mecanisme de la immunitat |
| IV      | E00-E90 | Malalties endocrines, nutricionals i metabòliques                                                            |
| V       | F00-F99 | Trastorns mentals i del comportament                                                                         |
| VI      | G00-G99 | Malalties del sistema nerviós                                                                                |
| VII     | H00-H59 | Malalties de l'ull i els seus annexos                                                                        |
| VIII    | H60-H95 | Malalties de l'oïda i de l'apòfisi mastoide                                                                  |
| IX      | I00-I99 | Malalties del sistema circulatori                                                                            |
| X       | J00-J99 | Malalties del sistema respiratori                                                                            |
| XI      | K00-K93 | Malalties de l'aparell digestiu                                                                              |
| XII     | L00-L99 | Malalties de la pell i el teixit subcutani                                                                   |
| XIII    | M00-M99 | Malalties del sistema osteomuscular i del teixit connectiu                                                   |
| XIV     | N00-N99 | Malalties de l'aparell genitourinari                                                                         |
| XV      | O00-O99 | Embaràs, part i puerperi                                                                                     |
| XVI     | P00-P96 | Certes afeccions originades en el període perinatal                                                          |
| XVII    | Q00-Q99 | Malformacions congènites, deformitats i anomalies cromosòmiques                                              |
| XVIII   | R00-R99 | Símptomes, signes i troballes anormals clíniques i de laboratori, no classificats en un altre lloc           |
| XIX     | S00-T98 | Traumatismes, enverinaments i algunes altres conseqüències de causa externa                                  |
| XX      | V01-Y98 | Causes externes de morbiditat i de mortalitat                                                                |
| XXI     | Z00-Z99 | Factors que influeixen en l'estat de salut i contacte amb els serveis de salut                               |
| XXII    | O00-U99 | Codis per a situacions especials                                                                             |

La 10a Revisió de la Classificació Estadística Internacional de les Malalties i Problemes de Salut Relacionats (CIM-10) és una codificació de malalties, trastorns, signes, símptomes, troballes anormals, denúncies, circumstàncies socials i causes externes de lesions o malalties, segons la classificació de l'Organització Mundial de la Salut (OMS). Aquesta pàgina conté la llista de problemes del capítol XX de la CIM-10: Causes externes de morbiditat i de mortalitat. 
- Sols apareixen els problemes codificats amb la lletra del capítol i dos dígits (per exemple A00), amb tres dígits (separada l'últim dígit per un punt, per exemple A04.0), i rarament amb quatre dígits.
- S'han exclòs els problemes de més de dos dígits que fan referència a "altres" problemes especificats (però no definits) o a problemes no especificats; aquests dos casos corresponen, respectivament, als dígits finals 8 i 9.
- També s'han exclòs els problemes de més de dos dígits que no aporten problemes de salut "diferents" dels de l'enunciat principal i que sols modifiquen "qualitativament" el problema de salut al qual fan referència. Per exemple: A00 és el codi pel còlera, però no s'han presentat els codis A00.1 i A00.2 que diferencien el còlera segons dos tipus de bacteri que el provoquen.

## V01-X59 - Accidents

### (V01-V99) Accidents de mitjans de transport

#### (V01-V09) Vianant lesionat en accident de mitjà de transport
- (V01) Vianant lesionat en col·lisió amb vehicle amb pedals
- (V02) Vianant lesionat en col·lisió amb vehicle de motor de dues o tres rodes
- (V03) Vianant lesionat en col·lisió amb cotxe, camioneta o furgoneta
- (V04) Vianant lesionat en col·lisió amb vehicle pesant o autobús
- (V05) Vianant lesionat en col·lisió amb ferrocarril o vehicle ferroviari
- (V06) Vianant lesionat en col·lisió amb un altre vehicle sense motor tramvia
- (V09) Vianant lesionat en altres accidents de mitjans de transport i vianant lesionat en accidents de mitjans de transport no

#### (V10-V19) Ciclista lesionat en accident de mitjà de transport
- (V10) Ciclista lesionat en col·lisió amb vianant o animal
- (V11) Ciclista lesionat en col·lisió amb un altre vehicle amb pedals
- (V12) Ciclista lesionat en col·lisió amb vehicle de motor de dues o tres rodes
- (V13) Ciclista lesionat en col·lisió amb cotxe, camioneta o furgoneta
- (V14) Ciclista lesionat en col·lisió amb vehicle pesant o autobús
- (V15) Ciclista lesionat en col·lisió amb ferrocarril o vehicle ferroviari
- (V16) Ciclista lesionat en col·lisió amb un altre vehicle sense motor
- (V17) Ciclista lesionat en col·lisió amb objecte fix o immòbil
- (V18) Ciclista lesionat en accident de mitjà de transport sense col·lisió
- (V19) Ciclista lesionat en altres accidents de mitjans de transport i ciclista lesionat en accidents de mitjans de transport

#### (V20-V29) Motociclista lesionat en accident de mitjà de transport
- (V20) Motociclista lesionat en col·lisió amb vianant o animal
- (V21) Motociclista lesionat en col·lisió amb vehicle amb pedals
- (V22) Motociclista lesionat en col·lisió amb vehicle de motor de dues o tres rodes
- (V23) Motociclista lesionat en col·lisió amb cotxe, camioneta o furgoneta
- (V24) Motociclista lesionat en col·lisió amb vehicle pesant o autobús
- (V25) Motociclista lesionat en col·lisió amb ferrocarril o vehicle ferroviari
- (V26) Motociclista lesionat en col·lisió amb un altre vehicle sense motor
- (V27) Motociclista lesionat en col·lisió amb objecte fix o immòbil
- (V28) Motociclista lesionat en accident de mitjà de transport sense col·lisió
- (V29) Motociclista lesionat en altres accidents de mitjans de transport i motociclista lesionat en accidents de mitjans de tr

#### (V30-V39) Ocupant de vehicle de motor de tres rodes lesionat en accident de mitjà de transport
- (V30) Ocupant de vehicle de motor de tres rodes lesionat en col·lisió amb vianant o animal
- (V31) Ocupant de vehicle de motor de tres rodes lesionat en col·lisió amb vehicle amb pedals
- (V32) Ocupant de vehicle de motor de tres rodes lesionat en col·lisió amb vehicle de motor de dues o tres rodes
- (V33) Ocupant de vehicle de motor de tres rodes lesionat en col·lisió amb cotxe, camioneta o furgoneta
- (V34) Ocupant de vehicle de motor de tres rodes lesionat en col·lisió amb vehicle pesant o autobús V34.0 Ocupant de vehicl
- (V35) Ocupant de vehicle de motor de tres rodes lesionat en col·lisió amb ferrocarril o vehicle ferroviari
- (V36) Ocupant de vehicle de motor de tres rodes lesionat en col·lisió amb un altre vehicle sense motor tramvia
- (V37) Ocupant de vehicle de motor de tres rodes lesionat en col·lisió amb objecte fix o immòbil
- (V38) Ocupant de vehicle de motor de tres rodes lesionat en accident de mitjà de transport sense col·lisió
- (V39) Ocupant de vehicle de motor de tres rodes lesionat en altres accidents de mitjans de transport, i ocupant de vehicle de

#### (V40-V49) Ocupant de cotxe lesionat en accident de mitjà de transport
- (V40) Ocupant de cotxe lesionat en col·lisió amb vianant o animal
- (V41) Ocupant de cotxe lesionat en col·lisió amb vehicle amb pedals
- (V42) Ocupant de cotxe lesionat en col·lisió amb vehicle de motor de dues o tres rodes
- (V43) Ocupant de cotxe lesionat en col·lisió amb cotxe, camioneta o furgoneta
- (V44) Ocupant de cotxe lesionat en col·lisió amb vehicle pesant o autobús
- (V45) Ocupant de cotxe lesionat en col·lisió amb ferrocarril o vehicle ferroviari
- (V46) Ocupant de cotxe lesionat en col·lisió amb un altre vehicle sense motor
- (V47) Ocupant de cotxe lesionat en col·lisió amb objecte fix o immòbil
- (V48) Ocupant de cotxe lesionat en accident de mitjà de transport sense col·lisió
- (V49) Ocupant de cotxe lesionat en altres accidents de mitjans de transport i ocupant de cotxe lesionat en accidents de mitja

#### (V50-V59) Ocupant de camioneta o furgoneta lesionat en accident de mitjà de transport
- (V50) Ocupant de camioneta o furgoneta lesionat en col·lisió amb vianant o animal
- (V51) Ocupant de camioneta o furgoneta lesionat en col·lisió amb vehicle amb pedals
- (V52) Ocupant de camioneta o furgoneta lesionat en col·lisió amb vehicle de motor de dues o tres rodes
- (V53) Ocupant de camioneta o furgoneta lesionat en col·lisió amb cotxe, camioneta o furgoneta
- (V54) Ocupant de camioneta o furgoneta lesionat en col·lisió amb vehicle pesant o autobús
- (V55) Ocupant de camioneta o furgoneta lesionat en col·lisió amb ferrocarril o vehicle ferroviari
- (V56) Ocupant de camioneta o furgoneta lesionat en col·lisió amb un altre vehicle sense motor
- (V57) Ocupant de camioneta o furgoneta lesionat en col·lisió amb objecte fix o immòbil
- (V58) Ocupant de camioneta o furgoneta lesionat en accident de mitjà de transport sense col·lisió
- (V59) Ocupant de camioneta o furgoneta lesionat en altres accidents de mitjans de transport i ocupant de camioneta o furgonet

#### (V60-V69) Ocupant de vehicle pesant lesionat en accident de mitjà de transport
- (V60) Ocupant de vehicle pesant lesionat en col·lisió amb vianant o animal
- (V61) Ocupant de vehicle pesant lesionat en col·lisió amb vehicle amb pedals
- (V62) Ocupant de vehicle pesant lesionat en col·lisió amb vehicle de motor de dues o tres rodes
- (V63) Ocupant de vehicle pesant lesionat en col·lisió amb cotxe, camioneta o furgoneta
- (V64) Ocupant de vehicle pesant lesionat en col·lisió amb vehicle pesant o autobús
- (V65) Ocupant de vehicle pesant lesionat en col·lisió amb ferrocarril o vehicle ferroviari
- (V66) Ocupant de vehicle pesant lesionat en col·lisió amb un altre vehicle sense motor
- (V67) Ocupant de vehicle pesant lesionat en col·lisió amb objecte fix o immòbil
- (V68) Ocupant de vehicle pesant lesionat en accident de mitjà de transport sense col·lisió
- (V69) Ocupant de vehicle pesant lesionat en altres accidents de mitjans de transport i ocupant de vehicle pesant lesionat en

#### (V70-V79) Ocupant d'autobús lesionat en accident de mitjà de transport
- (V70) Ocupant d'autobús lesionat en col·lisió amb vianant o animal
- (V71) Ocupant d'autobús lesionat en col·lisió amb vehicle amb pedals
- (V72) Ocupant d'autobús lesionat en col·lisió amb vehicle de motor de dues o tres rodes
- (V73) Ocupant d'autobús lesionat en col·lisió amb cotxe, camioneta o furgoneta
- (V74) Ocupant d'autobús lesionat en col·lisió amb vehicle pesant o autobús
- (V75) Ocupant d'autobús lesionat en col·lisió amb ferrocarril o vehicle ferroviari
- (V76) Ocupant d'autobús lesionat en col·lisió amb un altre vehicle sense motor
- (V77) Ocupant d'autobús lesionat en col·lisió amb objecte fix o immòbil
- (V78) Ocupant d'autobús lesionat en accident de mitjà de transport sense col·lisió
- (V79) Ocupant d'autobús lesionat en altres accidents de mitjans de transport i ocupant d'autobús lesionat en accidents de mit

#### (V80-V89) Altres accidents de mitjans de transport terrestre
- (V80) Genet o ocupant de vehicle de tracció animal lesionat en accident de mitjà de transport
- (V81) Ocupant de ferrocarril o vehicle ferroviari lesionat en accident de mitjà de transport
- (V82) Ocupant de tramvia lesionat en accident de mitjà de transport
- (V83) Ocupant de vehicle especial emprat principalment en instal·lacions industrials lesionat en accident de mitjà de transpo
- (V84) Ocupant de vehicle especial emprat principalment en l'agricultura lesionat en accident de mitjà de transport
- (V85) Ocupant de vehicle especial per a la construcció lesionat en accident de mitjà de transport
- (V86) Ocupant de vehicle especial tot terreny o un altre vehicle de motor dissenyat principalment per a ús no viari lesionat
- (V87) Accident de trànsit de tipus especificat amb mitjà de transport de la víctima desconegut
- (V88) Accident que no és de trànsit de tipus especificat amb mitjà de transport de la víctima desconegut
- (V89) Accident de vehicle de motor o sense motor, tipus de vehicle no especificat

#### (V90-V94) Accidents de mitjans de transport aquàtic
- (V90) Accident d'embarcació que causa ofegament per immersió i submersió de transport aquàtic sense accident d'embarcació (V9
- (V91) Accident d'embarcació que causa altres tipus de lesions submersió, provocada per un accident d'embarcació
- (V92) Ofegament per immersió i submersió relacionats amb mitjans de transport aquàtic sense accident d'embarcació
- (V93) Accident a bord d'embarcació, sense accident d'embarcació, que no causa ofegament per immersió i submersió
- (V94) Altres accidents de mitjans de transport aquàtic i accidents de mitjans de transport aquàtic no especificats

#### (V95-V97) Accidents de mitjans de transport aeri i espacial
- (V95) Accident d'aeronau motoritzada que causa lesió a ocupant
- (V96) Accident d'aeronau no motoritzada que causa lesió a ocupant
- (V97) Altres accidents de mitjans de transport aeri especificats

#### (V98-V99) Altres accidents de mitjans de transport i accidents de mitjans de transport no especificats
- (V98) Altres accidents de mitjans de transport especificats
- (V99) Accident de mitjà de transport no especificat

### (W00-X59) Altres causes externes de lesions accidentals

#### (W00-W19) Caigudes
- (W00) Caiguda al mateix nivell que implica gel i neu
- (W01) Caiguda al mateix nivell per relliscada, ensopegada i entrebancada
- (W02) Caiguda que implica patins de gel, esquís, patins de rodes o monopatins
- (W03) Altra caiguda al mateix nivell per col·lisió amb una altra persona o empenta d'una altra persona
- (W04) Caiguda d'una persona en ser transportada o sostinguda per altres persones
- (W05) Caiguda que implica cadira de rodes
- (W06) Caiguda que implica llit
- (W07) Caiguda que implica cadira
- (W08) Caiguda que implica altres mobles
- (W09) Caiguda que implica instal·lacions de pati de jocs
- (W10) Caiguda per i des d'esglaons i escales
- (W11) Caiguda per i des d'escala de mà
- (W12) Caiguda per i des de bastida
- (W13) Caiguda des de, fora de o per un edifici o una altra estructura
- (W14) Caiguda des d'arbre
- (W15) Caiguda des de cingle
- (W16) Immersió o salt a l'aigua que causa lesió diferent d'ofegament per immersió o submersió
- (W17) Altre tipus de caiguda des d'un nivell superior
- (W18) Altre tipus de caiguda al mateix nivell
- (W19) Caiguda no especificada

#### (W20-W49) Exposició a forces mecàniques inanimades
- (W20) Cop per objecte llançat, projectat o caigut
- (W21) Cop o topada contra equipament esportiu
- (W22) Cop o topada contra altres objectes
- (W23) Atrapada, esclafada, agafada o enxampada en o entre objectes
- (W24) Contacte amb dispositius elevadors i transmissors no classificats a cap altre lloc
- (W25) Contacte amb vidre afilat
- (W26) Contacte amb ganivet, espasa o daga
- (W27) Contacte amb estri manual no elèctric
- (W28) Contacte amb tallagespa motoritzat
- (W29) Contacte amb altres estris manuals i dispositius domèstics elèctrics
- (W30) Contacte amb maquinària agrícola
- (W31) Contacte amb altra maquinària i contacte amb maquinària no especificada
- (W32) Tret d'arma curta
- (W33) Tret de rifle, escopeta i arma llarga de foc
- (W34) Tret d'altres armes de foc i tret d'armes de foc no especificades
- (W35) Explosió i ruptura de caldera
- (W36) Explosió i ruptura de cilindre de gas
- (W37) Explosió i ruptura de pneumàtic, canonada o mànega pressuritzats
- (W38) Explosió i ruptura d'altres dispositius pressuritzats especificats
- (W39) Accident pirotècnic
- (W40) Explosió d'altres materials
- (W41) Exposició a doll d'alta pressió
- (W42) Exposició al soroll
- (W43) Exposició a vibració
- (W44) Cos estrany que entra o penetra l'ull o un orifici natural
- (W45) Cos estrany o objecte que travessa la pell
- (W46) Contacte amb agulla hipodèrmica
- (W49) Exposició a altres forces mecàniques inanimades i exposició a forces mecàniques inanimades no especificades

#### (W50-W64) Exposició a forces mecàniques animades
- (W50) Cop, copejament, puntada de peu, torçada, mossegada o esgarrapada fets per una altra persona
- (W51) Topada o xoc amb una altra persona
- (W52) Esclafada, empenta o trepitjada per una multitud o desbandada humana
- (W53) Mossegada de rata
- (W54) Mossegada o cop de gos
- (W55) Mossegada o cop d'altres mamífers
- (W56) Contacte amb animal marí
- (W57) Picada o fiblada d'insecte no verinós i altres artròpodes no verinosos
- (W58) Mossegada o cop de cocodril o caiman
- (W59) Mossegada o esclafada per altres rèptils
- (W60) Contacte amb punxes o espines de plantes i fulles punxegudes
- (W64) Exposició a altres forces mecàniques animades i exposició a forces mecàniques animades no especificades

#### (W65-W74) Ofegament per immersió i submersió accidentals
- (W65) Ofegament per immersió i submersió a la banyera
- (W66) Ofegament per immersió i submersió consecutius a caiguda a la banyera
- (W67) Ofegament per immersió i submersió a la piscina
- (W68) Ofegament per immersió i submersió consecutius a caiguda a la piscina
- (W69) Ofegament per immersió i submersió en aigües naturals
- (W70) Ofegament per immersió i submersió consecutius a caiguda en aigües naturals
- (W73) Altres ofegaments per immersió i submersions especificats
- (W74) Ofegament per immersió i submersió no especificats

#### (W75-W84) Altres dificultats per respirar accidentals
- (W75) Sufocació i estrangulació accidentals al llit
- (W76) Altres penjaments i estrangulacions accidentals
- (W77) Dificultat per respirar per esfondrament, caiguda de terra i altres substàncies
- (W78) Inhalació de continguts gàstrics
- (W79) Inhalació i ingestió d'aliments que causen obstrucció del tracte respiratori
- (W80) Inhalació i ingestió d'altres objectes que causen obstrucció del tracte respiratori
- (W81) Confinament o atrapada en un entorn amb poc oxigen hermètics
- (W83) Altres dificultats per respirar especificades
- (W84) Dificultat per respirar no especificada

#### (W85-W99) Exposició a corrent elèctric, radiació, i temperatura i pressió ambientals extremes
- (W85) Exposició a línies de transmissió elèctrica
- (W86) Exposició a altres tipus de corrent elèctric especificat
- (W87) Exposició a corrent elèctric no especificat
- (W88) Exposició a radiació ionitzant
- (W89) Exposició a llum visible i ultraviolada artificials
- (W90) Exposició a altres tipus de radiació no ionitzant
- (W91) Exposició a tipus de radiació no especificat
- (W92) Exposició a calor excessiva d'origen artificial
- (W93) Exposició a fred excessiu d'origen artificial
- (W94) Exposició a pressió atmosfèrica alta i baixa i variacions de la pressió atmosfèrica
- (W99) Exposició a altres factors ambientals artificials i exposició a factors ambientals artificials no especificats

#### (X00-X09) Exposició a fum, foc i flames
- (X00) Exposició a foc incontrolat en edifici o estructura
- (X01) Exposició a foc incontrolat fora d'un edifici o una altra estructura
- (X02) Exposició a foc controlat en edifici o estructura
- (X03) Exposició a foc controlat fora d'un edifici o una altra estructura
- (X04) Exposició a ignició de material altament inflamable
- (X05) Exposició a ignició o fusió de roba de dormir
- (X06) Exposició a ignició o fusió d'altres tipus de roba i indumentària
- (X08) Exposició a altres tipus de fum, foc i flames especificats
- (X09) Exposició a fum, foc i flames no especificats

#### (X10-X19) Contacte amb calor i substàncies calentes
- (X10) Contacte amb begudes, aliments, greixos i olis de cuinar calents
- (X11) Contacte amb aigua calenta de l'aixeta
- (X12) Contacte amb altres líquids calents
- (X13) Contacte amb vapor d'aigua i altres vapors calents
- (X14) Contacte amb aire i gasos calents
- (X15) Contacte amb aparells domèstics calents
- (X16) Contacte amb aparells de calefacció, radiadors i canonades calents
- (X17) Contacte amb motors, màquines i eines calents
- (X18) Contacte amb altres metalls calents
- (X19) Contacte amb altres fonts de calor i substàncies calentes i amb fonts de calor i substàncies calentes no especificades

#### (X20-X29) Contacte amb animals i plantes verinosos
- (X20) Contacte amb serps i llangardaixos verinosos
- (X21) Contacte amb aranyes verinoses
- (X22) Contacte amb escorpins
- (X23) Contacte amb vespes i abelles
- (X24) Contacte amb miriàpodes (centpeus i milpeus) verinosos (tropicals)
- (X25) Contacte amb altres artròpodes verinosos
- (X26) Contacte amb animals i plantes marins verinosos
- (X27) Contacte amb altres animals verinosos especificats
- (X28) Contacte amb altres plantes verinoses especificades
- (X29) Contacte amb animal o planta verinosos no especificats

#### (X30-X39) Exposició a les forces de la natura
- (X30) Exposició a calor natural excessiva
- (X31) Exposició a fred natural excessiu
- (X32) Exposició a la llum solar
- (X33) Víctima de llamp
- (X34) Víctima de terratrèmol
- (X35) Víctima d'erupció volcànica
- (X36) Víctima d'allau, esllavissada de terra o altres moviments del sòl
- (X37) Víctima de tempesta per cataclisme
- (X38) Víctima d'inundació
- (X39) Exposició a altres forces de la natura i exposició a forces de la natura no especificades

#### (X40-X49) Intoxicació i exposició accidentals a substàncies nocives
- (X40) Intoxicació i exposició accidentals a analgèsics, antipirètics i antireumàtics no opioides
- (X41) Intoxicació i exposició accidentals a antiepilèptics, hipnosedants, antiparkinsonians i psicòtrops no classificats a ca
- (X42) Intoxicació i exposició accidentals a narcòtics i psicodislèptics [al·lucinògens] no classificats a cap altre lloc
- (X43) Intoxicació i exposició accidentals a altres fàrmacs que actuen en el sistema nerviós autònom
- (X44) Intoxicació i exposició accidentals a altres drogues, fàrmacs i productes biològics, i intoxicació i exposició accident
- (X45) Intoxicació i exposició accidentals a alcohol
- (X46) Intoxicació i exposició accidentals a dissolvents orgànics i hidrocarburs halogenats i els seus vapors
- (X47) Intoxicació i exposició accidentals a altres gasos i vapors
- (X48) Intoxicació i exposició accidentals a pesticides
- (X49) Intoxicació i exposició accidentals a altres productes químics i substàncies nocives, i intoxicació i exposició acciden

#### (X50-X57) Esforç excessiu, viatges i privació
- (X50) Esforç excessiu i moviments forçats o repetitius
- (X51) Viatge i moviment
- (X52) Estada prolongada en condicions d'ingravitació
- (X53) Manca d'aliments
- (X54) Manca d'aigua
- (X57) Privació no especificada

#### (X58-X59) Exposició accidental a altres factors i exposició accidental a factors no especificats
- (X58) Exposició a altres factors especificats
- (X59) Exposició a factor no especificat

## X60-X84 - Autolesió intencionada
- (X60) Intoxicació autoinfligida i exposició intencionades a analgèsics, antipirètics i antireumàtics no opioides
- (X61) Intoxicació autoinfligida i exposició intencionades a antiepilèptics, hipnosedants, antiparkinsonians i psicòtrops no c
- (X62) Intoxicació autoinfligida i exposició intencionades a narcòtics i psicodislèptics [al·lucinògens] no classificats a cap
- (X63) Intoxicació autoinfligida i exposició intencionades a altres fàrmacs que actuen en el sistema nerviós autònom
- (X64) Intoxicació autoinfligida i exposició intencionades a altres drogues, fàrmacs i productes biològics, i intoxicació auto
- (X65) Intoxicació autoinfligida i exposició intencionades a alcohol
- (X66) Intoxicació autoinglidida i exposició intencionades a dissolvents
- (X67) Intoxicació autoinfligida i exposició intencionades a altres gasos i vapors
- (X68) Intoxicació autoinfligida i exposició intencionades a pesticides
- (X69) Intoxicació autoinfligida i exposició intencionades a altres productes químics i substàncies nocives, i intoxicació aut
- (X70) Autolesió intencionada per penjament, estrangulació i sufocació
- (X71) Autolesió intencionada per ofegament per immersió i submersió
- (X72) Autolesió intencionada per tret d'arma curta
- (X73) Autolesió intencionada per tret de rifle, escopeta i arma llarga de foc
- (X74) Autolesió intencionada per tret d'un altre tipus d'arma de foc i autolesió intencionada per tret d'arma de foc no espec
- (X75) Autolesió intencionada per material explosiu
- (X76) Autolesió intencionada per fum, foc i flames
- (X77) Autolesió intencionada per vapor d'aigua, vapors calents i objectes calents
- (X78) Autolesió intencionada per objecte punxegut
- (X79) Autolesió intencionada per objecte contundent
- (X80) Autolesió intencionada per salt des d'un lloc elevat
- (X81) Autolesió intencionada per saltar o estirar-se davant d'un objecte en moviment
- (X82) Autolesió intencionada per xoc de vehicle de motor
- (X83) Autolesió intencionada per altres mitjans especificats
- (X84) Autolesió intencionada per mitjans no especificats

## X85-Y09 - Agressió
- (X85) Agressió amb drogues, fàrmacs i productes biològics
- (X86) Agressió amb substància corrosiva
- (X87) Agressió amb pesticides
- (X88) Agressió amb gasos i vapors
- (X89) Agressió amb altres productes químics i substàncies nocives especificats
- (X90) Agressió amb producte químic o substància nociva no especificats
- (X91) Agressió per penjament, estrangulació i sufocació
- (X92) Agressió per ofegament per immersió i submersió
- (X93) Agressió per tret d'arma curta
- (X94) Agressió per tret de rifle, escopeta i arma llarga de foc
- (X95) Agressió per trets d'altres armes de foc i agressió per trets d'armes de foc no especificades
- (X96) Agressió amb material explosiu
- (X97) Agressió amb fum, foc i flames
- (X98) Agressió amb vapor d'aigua, vapors calents i objectes calents
- (X99) Agressió amb objecte punxegut
- (Y00) Agressió amb objecte contundent
- (Y01) Agressió per empenta des d'un lloc elevat
- (Y02) Agressió per empenta o col·locació de la víctima davant d'un objecte en moviment
- (Y03) Agressió per xoc de vehicle de motor
- (Y04) Agressió amb força física
- (Y05) Agressió sexual amb força física
- (Y06) Negligència i abandonament
- (Y07) Altres síndromes de maltractament
- (Y08) Agressió per altres mitjans especificats
- (Y09) Agressió per mitjans no especificats

## Y10-Y34 - Fet d'intenció indeterminada
- (Y10) Intoxicació i exposició a analgèsics, antipirètics i antireumàtics no opioides amb intenció indeterminada
- (Y11) Intoxicació i exposició a antiepilèptics, hipnosedants, antiparkinsonians i psicòtrops no classificats a cap altre lloc
- (Y12) Intoxicació i exposició a narcòtics i psicodislèptics [al·lucinògens] no classificats a cap altre lloc amb intenció ind
- (Y13) Intoxicació i exposició a altres fàrmacs que actuen en el sistema nerviós autònom amb intenció indeterminada
- (Y14) Intoxicació i exposició a altres drogues, fàrmacs i productes biològics, i intoxicació i exposició a drogues, fàrmacs i
- (Y15) Intoxicació i exposició a alcohol amb intenció indeterminada
- (Y16) Intoxicació i exposició a dissolvents orgànics i hidrocarburs halogenats i els seus vapors amb intenció indeterminada
- (Y17) Intoxicació i exposició a altres gasos i vapors amb intenció indeterminada
- (Y18) Intoxicació i exposició a pesticides amb intenció indeterminada
- (Y19) Intoxicació i exposició a altres productes químics i substàncies nocives, i intoxicació i exposició a productes químics
- (Y20) Penjament, estrangulació i sufocació amb intenció indeterminada
- (Y21) Ofegament per immersió i submersió amb intenció indeterminada
- (Y22) Tret d'arma curta amb intenció indeterminada
- (Y23) Tret de rifle, escopeta i arma llarga de foc amb intenció indeterminada
- (Y24) Tret d'altres d'armes de foc i tret d'arma de foc no especificada amb intenció indeterminada
- (Y25) Contacte amb material explosiu amb intenció indeterminada
- (Y26) Exposició a fum, foc i flames amb intenció indeterminada
- (Y27) Contacte amb vapor d'aigua, vapors calents i objectes calents amb intenció indeterminada
- (Y28) Contacte amb objecte punxegut amb intenció indeterminada
- (Y29) Contacte amb objecte contundent amb intenció indeterminada
- (Y30) Caiguda, salt o empenta des d'un lloc elevat amb intenció indeterminada
- (Y31) Caiguda, ajaguda o correguda davant o contra objecte en moviment amb intenció indeterminada
- (Y32) Xoc de vehicle de motor amb intenció indeterminada
- (Y33) Altres fets especificats amb intenció indeterminada
- (Y34) Fet no especificat amb intenció indeterminada

## Y35-Y36 - Intervenció legal i maniobres de guerra
- (Y35) Intervenció legal
- (Y36) Maniobres de guerra

## Y40-Y84 - Complicacions d'assistència mèdica i quirúrgica

### (Y40-Y59) Drogues, fàrmacs i productes biològics que provoquen reaccions adverses en procediments terapèutics
- (Y40) Antibiòtics sistèmics
- (Y41) Altres antiparasitaris i antiinfecciosos sistèmics
- (Y42) Hormones i els seus antagonistes i substituts sintètics no classificats a cap altre lloc
- (Y43) Agents d'acció principalment sistèmica
- (Y44) Agents que actuen principalment sobre els constituents de la sang
- (Y45) Analgèsics, antipirètics i antiinflamatoris
- (Y46) Antiepilèptics i antiparkinsonians
- (Y47) Sedants, hipnòtics i ansiolítics
- (Y48) Anestèsics i gasos terapèutics
- (Y49) Psicòtrops no classificats a cap altre lloc
- (Y50) Estimulants del sistema nerviós central no classificats a cap altre lloc
- (Y51) Fàrmacs que actuen principalment en el sistema nerviós autònom
- (Y52) Agents que actuen principalment en l'aparell cardiovascular
- (Y53) Agents que actuen principalment en l'aparell gastrointestinal
- (Y54) Agents que actuen principalment en l'equilibri hidroelectrolític i el metabolisme dels minerals i l'àcid úric
- (Y55) Agents que actuen principalment en la musculatura llisa i estriada i en l'aparell respiratori
- (Y56) Agents tòpics que actuen principalment en la pell i les mucoses, i fàrmacs oftalmològics, otorinolaringològics i dental
- (Y57) Altres fàrmacs i medicaments, i fàrmacs i medicaments no especificats
- (Y58) Vacunes bacterianes
- (Y59) Altres vacunes i productes biològics, i vacunes i productes biològics no especificats

### (Y60-Y69) Accidents iatrogènics en pacients durant l'assistència mèdica i quirúrgica
- (Y60) Tall, punxada, perforació o hemorràgia accidentals durant l'assistència mèdica i quirúrgica
- (Y61) Cos estrany deixat accidentalment dins el cos durant assistència mèdica i quirúrgica
- (Y62) Manca de precaucions d'esterilització durant assistència mèdica i quirúrgica
- (Y63) Error de dosificació durant assistència mèdica i quirúrgica
- (Y64) Productes mèdics o biològics contaminats
- (Y65) Altres accidents iatrogènics durant assistència mèdica i quirúrgica
- (Y66) No-prestació d'assistència mèdica i quirúrgica
- (Y69) Accident iatrogènic no especificat durant assistència mèdica i quirúrgica

### (Y70-Y82) Dispositius mèdics associats a incidents adversos en procediments diagnòstics i terapèutics
- (Y70) Dispositius anestesiològics associats a incidents adversos
- (Y71) Dispositius cardiovasculars associats a incidents adversos
- (Y72) Dispositius otorinolaringològics associats a incidents adversos
- (Y73) Dispositius digestològics i urològics associats a incidents adversos
- (Y74) Dispositius hospitalaris d'ús general i d'ús personal associats a incidents adversos
- (Y75) Dispositius neurològics associats a incidents adversos
- (Y76) Dispositius obstètrics i ginecològics associats a incidents adversos
- (Y77) Dispositius oftàlmics associats a incidents adversos
- (Y78) Dispositius radiològics associats a incidents adversos
- (Y79) Dispositius ortopèdics associats a incidents adversos
- (Y80) Dispositius de medicina física associats a incidents adversos
- (Y81) Dispositius de cirurgia general i plàstica associats a incidents adversos
- (Y82) Altres dispositius mèdics associats a incidents adversos i dispositius mèdics no especificats associats a incidents adv

### (Y83-Y84) Procediments quirúrgics i altres procediments mèdics com a causa de reacció anòmala del pacient o de complicació posterior, sense menció d'accident iatrogènic durant el procediment
- (Y83) Intervenció quirúrgica i altres procediments quirúrgics com a causa de reacció anòmala del pacient o de complicació pos
- (Y84) Altres procediments mèdics com a causa de reacció anòmala del pacient o de complicació posterior, sense menció d'accide

## Y85-Y89 - Seqüeles de causes externes de morbiditat i mortalitat
- (Y85) Seqüeles d'accidents de mitjans de transport
- (Y86) Seqüeles d'altres accidents
- (Y87) Seqüeles d'autolesió intencionada, agressió i fets d'intenció indeterminada
- (Y88) Seqüeles d'assistència mèdica i quirúrgica com a causa externa
- (Y89) Seqüeles d'altres causes externes

## Y90-Y98 - Factors suplementaris relacionats amb causes de morbiditat i mortalitat classificades en un altre lloc
- (Y90) Prova de la presència d'alcohol determinada pel nivell d'alcohol en sang
- (Y91) Prova de la presència d'alcohol determinada pel nivell d'intoxicació
- (Y95) Afecció nosocomial
- (Y96) Afecció relacionada amb la feina
- (Y97) Afecció relacionada amb la contaminació ambiental
- (Y98) Afecció relacionada amb l'estil de vida